# Piura
Piura je město v severozápadním Peru. Nachází se 980 km od Limy na řece Piura 20 km od jejího ústí do Tichého oceánu. Město má přibližně 473 tisíc obyvatel a je správním centrem stejnojmenného regionu. Piura leží v poušti Sechura a pro své horké suché podnebí je známá jako La Ciudad del eterno calor (Město věčného žáru). Množství srážek je výrazně ovlivňováno fenoménem El Niño.

## Historie
Na přelomu letopočtu zde žili příslušníci kultury Vicús, jejichž keramika je vystavena v místním muzeu. Moderní Piuru založil v roce 1532 Francisco Pizarro pod názvem San Miguel de Piura jako první město Evropanů na peruánském území. Název pochází z kečuánského výrazu pirhua (bohatství). Španělská nadvláda byla svržena v roce 1821 a v roce 1861 se Piura stala centrem departementu.

## Kultura
Nachází se zde soukromá vysoká škola Universidad de Piura, založená v roce 1969. Architektonickou dominantou je katedrála sv. Michaela Archanděla z roku 1588 na náměstí Plaza de Armas. Typickým zdejším hudebním stylem je cumbia, pocházející z Kolumbie.

## Hospodářství
V okolí se pěstuje bavlna Pima a v moři u pobřeží regionu Piura se těží ropa. Piura je také proslulá potravinářským průmyslem (v údolí řeky Piura se sklízejí kokosové ořechy, plantainy a manga), uměleckými řemesly a turistickým ruchem. V okolí se nacházejí četné pláže vhodné pro koupání a surfing, sportovní rybáři vyhledávají nedalekou vesnici Cabo Blanco, kde se točila filmová adaptace Stařec a moře. Význam rybolovu se odráží v lokální kuchyni, jejíž specialitou je ceviche.

## Sport
V Piuře se nachází fotbalový stadion Estadio Miguel Grau, kde sídlí klub Atlético Grau.